# Erich Miessner
Erich Miessner (ur. 16 grudnia 1901, zm. 27 maja 1947 w Landsberg am Lech) – zbrodniarz hitlerowski, członek załogi obozu koncentracyjnego Mauthausen-Gusen i SS-Rottenführer.
Członek Waffen-SS od października 1944. Pełnił służbę jako nadzorca bloku (Blockführer) w obozie Mauthausen od stycznia do kwietnia 1945. Wielokrotnie maltretował podległych mu więźniów.
Miessner został skazany w procesie załogi Mauthausen-Gusen (US vs. Johann Altfuldisch i inni) przez amerykański Trybunał Wojskowy w Dachau na karę śmierci. Wyrok wykonano przez powieszenie w więzieniu Landsberg 27 maja 1947.